# Tenthredo neobesa
Tenthredo neobesa är en stekelart som beskrevs av Zombori 1980. Tenthredo neobesa ingår i släktet Tenthredo, och familjen bladsteklar. Arten är reproducerande i Sverige.

## Bildgalleri

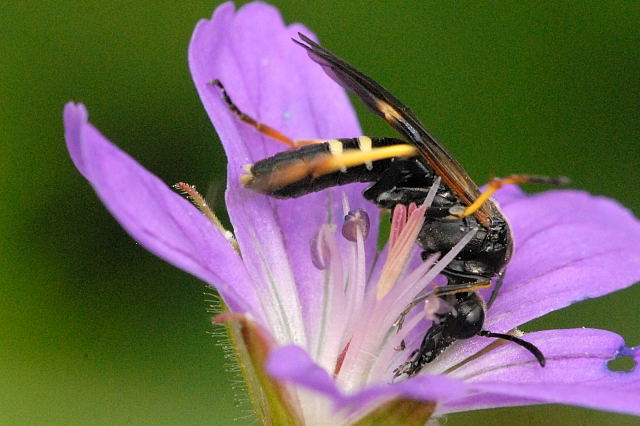
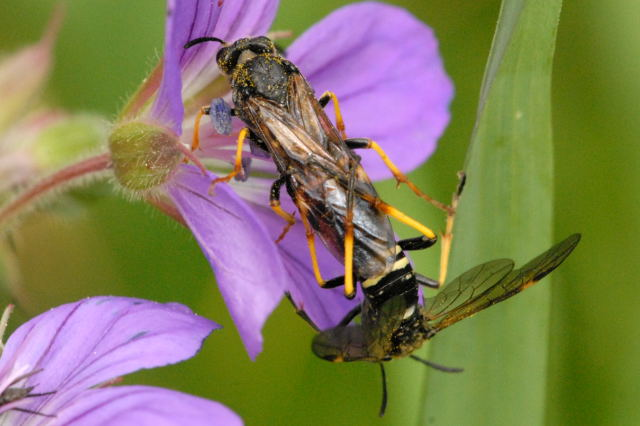